# Beyond the Trail (film 1916)
Beyond the Trail è un cortometraggio muto del 1916 diretto e interpretato da Ben F. Wilson.

## Produzione
Il nome del regista appare anche tra gli interpreti a fianco di Dorothy Phillips, Charles Ogle e William Welsh. Il film, un western sceneggiato da Catherine Carr, fu prodotto dalla Bison Motion Pictures.

## Distribuzione
Distribuito dall'Universal Film Manufacturing Company, il film - un cortometraggio in due bobine - uscì nelle sale cinematografiche statunitensi il 19 agosto 1916.